# Kirche im Gemeinwesenzentrum Heerstraße Nord (Berlin-Staaken)

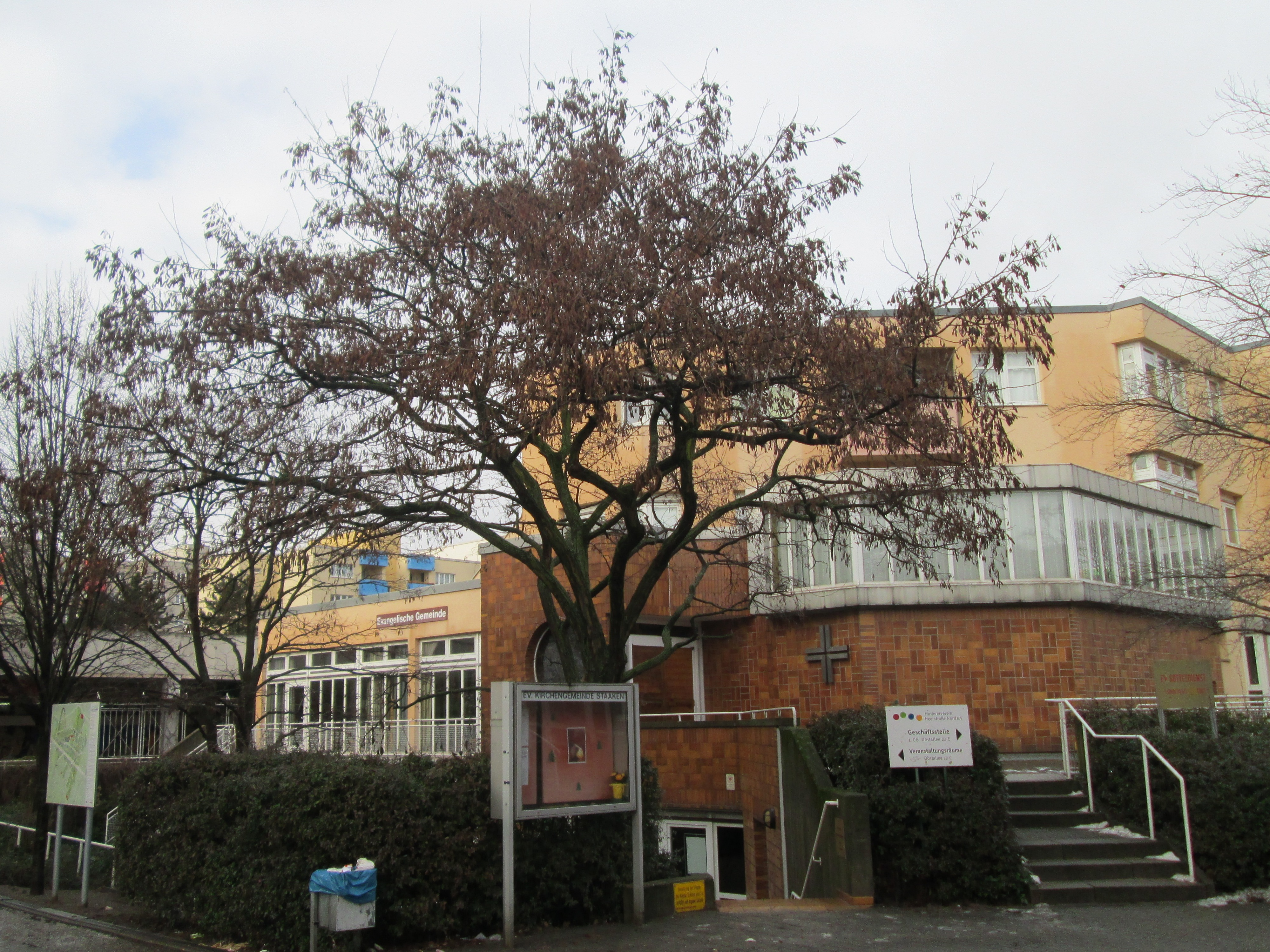
Eingang zum Kirchenraum, 2013

Die Kirche im Gemeinwesenzentrum Heerstraße Nord ist die Kirche des Gemeindeteils Heerstraße Nord der Evangelischen Berliner Gemeinde zu Staaken. Sie liegt im Gebäudekomplex des Gemeinwesenzentrums in der Obstallee 22e.

## Entstehung und Entwicklung
Während des Baus der Satellitenstadt Heerstraße Nord in Berlin-Staaken wurde am 1. Januar 1969 die Evangelische Gemeinde Heerstraße Nord gegründet und entwickelte sich zunächst von einem 1970 angemieteten Ladenlokal (Loschwitzer Weg 15) und dann vom Gemeindehaus am Pillnitzer Weg 8 aus, das am 30. Mai 1971 von Bischof Kurt Scharf eingeweiht wurde; die Predigt hielt Ernst Lange. Erster Pfarrer war Gerhard Niederstucke. Als Projekt zur Gemeindereform wurde „eine menschennahe und gemeinwesenorientierte Gemeinde“ angezielt. Man verzichtete auf einen „klassischen“ Kirchbau. Die Evangelische Kirchengemeinde errichtete in Kooperation mit dem Gemeinwesenverein Heerstraße Nord e. V., einer ärztlichen Praxisgemeinschaft (heute: Medizinisches Nahversorgungszentrum des Gemeinschaftskrankenhauses Havelhöhe) und dem Fördererverein Heerstraße Nord für Senioren- und Behindertenarbeit e. V., der eine Sozialstation betreibt, das Gemeinwesenzentrum Heerstrasse Nord (GWZ). Von 1978 bis 2009 gehörte auch der Spielhaus e. V. zu den Partnern. Gemäß Nutzungsvertrag verbindet es die Partnerinstitutionen, „auf dem Gelände der Gemeinde Gemeinwesenarbeit als verbindende Aufgabe aller dort tätigen Gruppen zu betreiben“.
Die Kirchengemeinde wurde am 1. Mai 1999 mit der Dorfkirche Alt-Staaken und der Zuversichtskirche zur Evangelischen Kirchengemeinde zu Staaken zusammengeschlossen. Im Gemeindehaus am Pillnitzer Weg 8 befinden sich heute die sozial-diakonischen Projekte sowie das Büro der Kirchengemeinde.
Die Pfarrer
- Gerhard Niederstucke (1969–1973)
- Wolfgang Grünberg (1971–1978)
- Jochen Muhs (1974–ca. 1981)
- Winfried Böttler (1977–1988, seit 1975: Vikar)
- Ulrich Dietzfelbinger (1982–?)
- Andreas Hochfeld (1986–2002)
- Klaus Wiesinger (1985–2007)
- Cord Hasselblatt (seit 1991)[1]

## Gebäude und Kirchenraum
Das Zentrum besteht aus zwei benachbarten Gebäudekomplexen und wurde 1976 bis 1978 erbaut nach Plänen des Architekten Heinz E. Hoffmann; finanzielle Hilfe leistete die Deutsche Klassenlotterie.
Im Erdgeschoss des einen Gebäudes befindet sich neben Gruppen- und Begegnungsräumen der Kirchenraum, der sich als polygonaler niedriger Baukörper aus dem Gebäudekomplex nach draußen entwickelt. Er wird von oben indirekt beleuchtet durch ein vorgesetztes Fensterband. Im Inneren des Gebäudes ist er bei größeren Gottesdiensten um das Foyer des Gemeindezentrums erweiterbar. Altar und Bestuhlung sind mobil gehalten, um schöpferische Formen des Gottesdienstes zu ermöglichen. Die Decke ist als Kassettendecke in Beton ausgebildet, die Wände sind mit Fliesen in Brauntönen verkleidet. Auch von außen ist der Kirchenraum an solchen Fliesen erkennbar. Über dem Altar hängt ein 1950 entstandenes Triptychon des Malers Arthur Degner, eines Schülers von Lovis Corinth. Es stellt die Golgota-Szene, die Kreuzigung Jesu, dar.

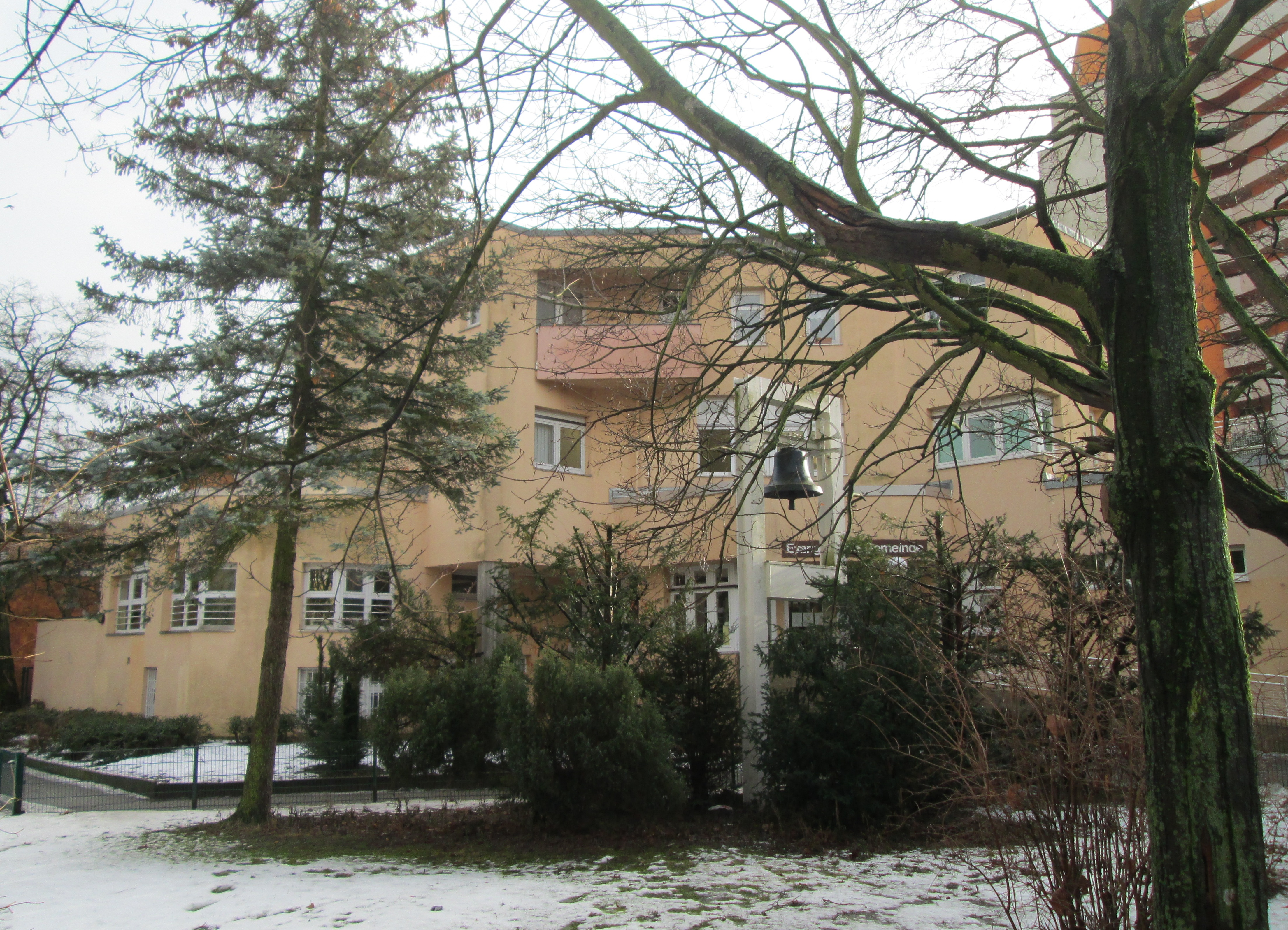
Der Glockenturm an der Nordseite des Gemeinwesenzentrums

Der Kirchenraum kann vom Gemeindezentrum aus und direkt von außen durch einen separaten Eingang an der Südseite des Gebäudes erreicht werden, der durch ein Kreuz an der Fassade gekennzeichnet ist. Im Eingangsbereich befindet sich ein Glasmosaik „Jeremia“ von Siegmund Hahn. Gegenüber dem Eingang zu den Gemeinderäumen im Norden steht ein offener Glockenturm mit einer Glocke, die aus dem August-Hermann-Francke-Heim stammt und anlässlich des Richtfestes des Gemeinwesenzentrums 1976 von der Kirchengemeinde Staaken Dorf geschenkt wurde. Die Eisenhartguss-Glocke wurde in den 1950er-Jahren von Franz Weeren gegossen und hat eine Höhe von 55 cm, einen Durchmesser von 74 cm und wiegt 172 kg.

## Orgel

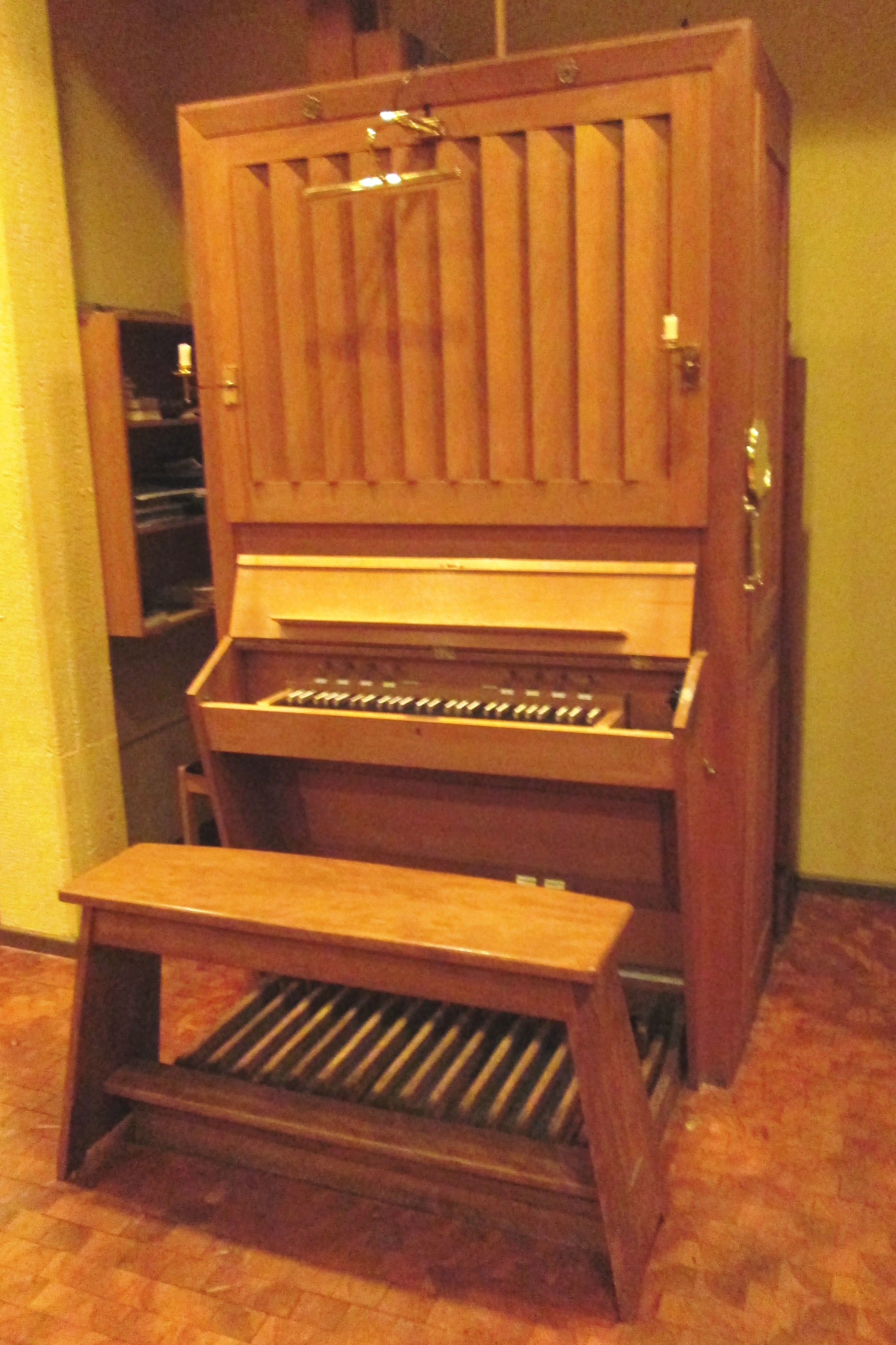
Orgel

In den ersten Jahren stand in der Kirche eine elektronische Orgel. 1996 erwarb die Gemeinde eine einmanualige Pfeifenorgel mit Pedal von der Altkatholischen Kirche in Neukölln. Die Register sind geteilt und lassen sich im Bass- und Diskantbereich getrennt zuschalten.
Die Orgel hat folgende Disposition:
| Manual C–g3 |    |
| Gedackt     | 8′ |
| Spitzflöte  | 4′ |
| Principal   | 2′ |
| Scharff III |    |

| Pedal C–d1 |     |
| Pommer     | 16′ |

- Koppeln: gekoppeltes Pedal